# شهرستان آیدا، اوکایاما

شهرستان آیدا، اوکایاما (به ژاپنی: 英田郡 Aida-gun) یکی از شهرستان‌های ژاپن است که در استان اوکایاما (ولایت میماساکا) در ژاپن واقع شده‌است.